# L'almanacco di Retequattro
L'almanacco di Retequattro è stato un programma televisivo italiano, curato del TG4 ed andato in onda su Rete 4 dal 19 febbraio al 14 giugno 2018 inizialmente ogni giorno e poi solo dal lunedì al venerdì alle 19:30 con una durata di 20 minuti circa (poi di circa 10 minuti dal 30 aprile al 14 giugno dello stesso anno) condotto da Roberta Floris e Viviana Guglielmi a settimane alterne.

## Storia
Nato il 19 febbraio 2018 come rubrica del TG4, con la conduzione di Roberta Floris e Viviana Guglielmi, andava in onda nello studio del medesimo notiziario e nei fatti ripercorreva le tematiche che già erano trattate in quella fascia oraria, ma facevano parte della stessa edizione del telegiornale e venivano presentate dal giornalista di turno. Principale novità della rubrica è stata l'introduzione di una nuova giornalista alla conduzione.
Dal 12 marzo 2018 il programma è passato sotto la testata giornalistica Videonews diretta da Claudio Brachino e conseguentemente a questo cambiamento, veniva introdotto da una sigla formata da uno spezzone della canzone Shots degli Imagine Dragons remixata da Broiler (dal 30 aprile al 14 giugno 2018 la base strumentale di tale brano veniva usata come sigla di chiusura) e trasmesso dallo studio 11 del Centro di produzione Mediaset di Cologno Monzese (lo stesso delle trasmissioni Mattino Cinque, Pomeriggio Cinque e Domenica Live), cambiavano il logo del programma, le grafiche e veniva introdotto il pubblico, inoltre Viviana Guglielmi iniziava ad alternarsi alla conduzione con Roberta Floris.
Dal 23 aprile fino all'ultima puntata del 14 giugno 2018, il programma andava in onda solo dal lunedì al venerdì, mentre dal giorno dopo sempre fino alla sua chiusura proponeva solo servizi dedicati ad argomenti più leggeri. Dal 30 aprile, il programma è tornato ad essere curato dal TG4, di conseguenza è tornato ad essere trasmesso dallo studio del telegiornale e la durata viene ridotta a 10 minuti circa; continuavano ad alternarsi alla conduzione Roberta Floris e Viviana Guglielmi.
L'ultima puntata è andata in onda il 14 giugno 2018; il programma non è stato riproposto per la stagione successiva, venendo così sostituito prima dalle repliche di Donnavventura e poi, dal 24 settembre, dal programma Fuori dal coro condotto da Mario Giordano.

## Il programma
Era una rubrica che proponeva servizi dedicati al cibo, al benessere, al clima, al lifestyle e alla cronaca rosa (fino al 23 aprile 2018 erano presenti anche collegamenti e ospiti in studio).